# Marion Schneid

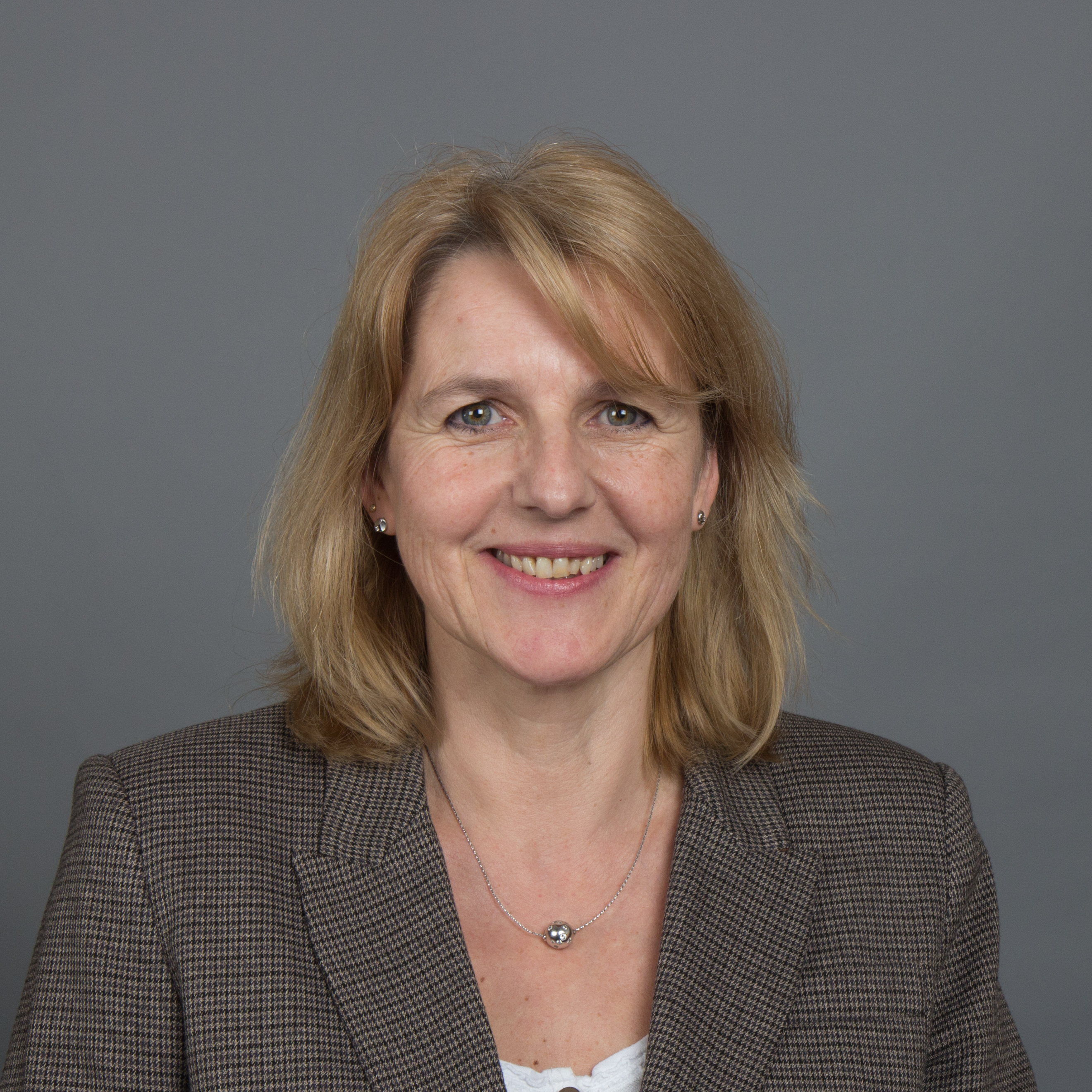
Marion Schneid 2014

Marion Schneid (* 27. Dezember 1963 in Heidelberg) ist eine deutsche Politikerin (CDU).

## Leben
Schneid schloss als Dipl.-Betriebswirtin (FH) ihr Studium an der Fachhochschule Ludwigshafen ab und war danach als Controllerin tätig. Nach der Familienphase war sie Nachhilfelehrerin für Mathematik und Betriebswirtschaftslehre und von 2005 bis 2011 Dozentin an der Verwaltungsschule Rhein-Neckar in Mannheim tätig.

## Politik
Schneid trat 1982 der Jungen Union und 1999 der CDU bei. Innerhalb des CDU-Kreisverbandes Ludwigshafen ist sie Mitglied des Kreisvorstandes. 1999 wurde sie Ortsbeirätin in Ludwigshafen-Maudach und 2004 in den Stadtrat von Ludwigshafen am Rhein gewählt, wo sie 2009 stellvertretende Fraktionsvorsitzende wurde. Seit 2004 übt sie die Funktion der schulpolitischen Sprecherin der CDU-Stadtratsfraktion aus.
Bei der Landtagswahl in Rheinland-Pfalz 2011 wurde sie als Abgeordnete gewählt. Sie unterlag im Wahlkreis Ludwigshafen am Rhein II gegen Günther Ramsauer (SPD), konnte aber über die Liste in den rheinland-pfälzischen Landtag einziehen.
Bei der Landtagswahl in Rheinland-Pfalz 2016 wurde sie wieder über die Landesliste in den Landtag gewählt. Sie ist ordentliches Mitglied Ausschuss für Bildung und im Ausschuss für Wissenschaft, Weiterbildung und Kultur. Sie ist kulturpolitische Sprecherin der CDU-Landtagsfraktion.
Auch bei der Landtagswahl 2021 erhielt sie ein Mandat über die Liste ihrer Partei.
Ehrenamtlich engagierte Schneid sich ab 2007 als Zweite Vorsitzende bzw. ab 2009 als Erste Vorsitzende des Ludwigshafener Kinderschutzbundes. Seit 2011 ist sie im Vorstand des Kinderschutzbundes Rheinland-Pfalz.